# Yamato Machida
Yamato Machida (jap. 町田 也真人; * 19. Dezember 1989 in Urawa (heute Saitama), Saitama) ist ein japanischer Fußballspieler. 

## Karriere
Yamato Machida erlernte das Fußballspielen in der Universitätsmannschaft der Senshū-Universität. Seinen ersten Profivertrag unterschrieb er 2012 bei JEF United Ichihara Chiba. Der Verein aus Ichihara, einer Großstadt in der Präfektur Chiba, spielte in der zweithöchsten japanischen Liga, der J2 League. Bis Ende 2018 absolvierte er für JEF United 156 Zweitligaspiele. 2019 nahm ihn der Erstligaaufsteiger Matsumoto Yamaga FC aus Matsumoto unter Vertrag. Nach einer Saison musste der Club Ende 2019 wieder den Weg in die Zweitklassigkeit antreten. Nach 13 Erstligaspielen wechselte er Anfang 2020 zu Ōita Trinita. Der Club aus Ōita spielte in der ersten Liga, der J1 League. Am Saisonende 2021 belegte er mit Ōita den 18. Tabellenplatz und musste in zweite Liga absteigen. Nach 91 Ligaspielen wechselte er im Januar 2025 zum Drittligisten Giravanz Kitakyūshū.